# Hannover
Hannover (IPA: haˈnoːfɐ,  hallgat, régi magyar neve: Hannovera, alnémet nyelven: Hannober) város Németországban, Alsó-Szászország szövetségi tartomány fővárosa.
538 068 lakosa van. Ezzel Németország 13. legnépesebb városa, Észak-Németország 3. legnépesebb városa Hamburg és Berlin után. 
A város a Leine folyó és annak Ihme mellékfolyójának találkozásánál fekszik, az észak-német síkság déli részén, és a Hannover – Braunschweig – Göttingen – Wolfsburg régió legnagyobb városa.
Mielőtt 1946-ban Alsó-Szászország fővárosává vált, Hannover a Calenberg Hercegség (1636–1692), a hannoveri választófejedelemség (1692–1814), a Hannoveri Királyság (1814–1866), a hannoveri tartomány fővárosa, a Porosz Királyság (1868–1918), a Porosz Szabad Állam (1918–1946) és Hannover állam (1946) Hannover tartománya volt.
A város a vasútvonalak és az autópályák (Autobahnen) fő átkelőhelye, amely összeköti az európai fővonalakat keletről nyugatra (Berlin – Ruhr-vidék/ Düsseldorf / Köln) és észak–déli irányban (Hamburg – Frankfurt / Stuttgart / München). A Hannoveri repülőtér a várostól északra, Langenhagenben fekszik, és Németország kilencedik legforgalmasabb repülőtere. A város legnevezetesebb felsőoktatási intézményei a Hannoveri Orvostudományi Egyetem (Medizinische Hochschule Hannover), Németország egyik vezető orvosiskolája, a Klinikum der Medizinischen Hochschule Hannover egyetemi kórházával és a Hannoveri Leibniz Egyetemmel.
Hannoverben rendezik a világ vezető közlekedési, logisztikai és mobilitási szakkiállítást. Hannover minden évben megrendezi a világ legnagyobb lövészfesztiváljának számító Lövészünnepet („Schützenfest Hannover”) és az „Oktoberfest Hannover”-t. Az IAA Commercial Vehicles bemutató két évenként zajlik a városban. A hannoveri vásártér számos bővítésének köszönhetően a legnagyobb a világon. Hannover minden évben kereskedelmi vásároknak ad otthont, mint például a hannoveri vásárnak és 2018-ig a CeBIT-nek.
Megjegyzendő, hogy német nyelvterületen a város hivatalos neve „Hannover” (két n-nel), addig angolszász nyelvterület szabálya szerint „Hanover” névformában íródik (egy n-nel).

## Fekvése
A Leine folyó és a Mittelland-csatorna partján található. Vasúti csomópont.

## Éghajlata
| Hónap                         | Jan.  | Feb.  | Már.  | Ápr. | Máj. | Jún. | Júl. | Aug. | Szep. | Okt. | Nov.  | Dec.  | Év    |
| ----------------------------- | ----- | ----- | ----- | ---- | ---- | ---- | ---- | ---- | ----- | ---- | ----- | ----- | ----- |
| Rekord max. hőmérséklet (°C)  | 15,7  | 18,9  | 24,4  | 29,7 | 32,2 | 35,7 | 37,9 | 38,1 | 33,0  | 27,4 | 20,7  | 16,3  | 38,1  |
| Átlagos max. hőmérséklet (°C) | 4,0   | 4,9   | 8,9   | 13,9 | 18,5 | 20,9 | 23,5 | 23,2 | 18,9  | 13,7 | 8,1   | 4,5   | 13,6  |
| Átlagos min. hőmérséklet (°C) | −1,1  | −1,1  | 1,2   | 3,8  | 7,8  | 10,8 | 13,1 | 12,9 | 9,9   | 6,4  | 2,8   | −0,2  | 5,6   |
| Rekord min. hőmérséklet (°C)  | −24,8 | −24,3 | −18,3 | −7,4 | −3,2 | 0,3  | 3,3  | 3,3  | −1,3  | −7,9 | −17,1 | −20,9 | −24,8 |
| Átl. csapadékmennyiség (mm)   | 56    | 41    | 55    | 40   | 56   | 59   | 61   | 69   | 57    | 53   | 55    | 60    | 661   |
| Havi napsütéses órák száma    | 50    | 71    | 108   | 166  | 216  | 205  | 213  | 200  | 144   | 107  | 53    | 39    | 1573  |
| Forrás: DWD                   |       |       |       |      |      |      |      |      |       |      |       |       |       |

## Története
A 14. század végétől Hanza-város, ezután választófejedelmek fővárosa.
A harmincéves háború alatt 1636-ban Calenbergi György herceg itt rendezte be rezidenciáját.
1634 és 1714 között a hannoveri választófejedelemség illetve 1837 és 1866 között a Hannoveri Királyság székvárosa. A második világháború alatt súlyos bombatámadások érték. A legnagyobb pusztítást az 1943. október 9-ére virradó éjszaka végrehajtott légitámadás okozta, amikor brit–amerikai kötelékek 216 000 bombát vetettek a városra. 1500 lakos vesztette életét, 4000 lakóház pusztult el, 250 000-en váltak hajléktalanná. A várost az amerikaiak foglalták el 1945. április 10-én. 1946 óta Alsó-Szászország szövetségi tartomány fővárosa.
1988 júniusában e városban tartották az Európai Tanács csúcstalálkozóját.

### 19.század
Miután Napóleon 1803. július 5.-én bevezette az Artlenburgi Egyezményt (Elba Egyezmény), mintegy 35 000 francia katona foglalta el Hannovert. Az egyezmény a hannoveri hadsereg feloszlatását is előírta. III. György, brit király azonban nem ismerte el ezt az egyezményt. Ennek eredményeként nagyszámú hannoveri katona emigrált Nagy-Britanniába, ahol megalakult a király német légiója. Mindössze a hannoveri és a brunswicki csapatok álltak továbbra is szemben Franciaországgal az egész napóleoni háború alatt. A légió később fontos szerepet játszott a Félszigeti háborúban és az 1815-ös Waterloói csatában. Az 1815-ös bécsi kongresszuson a választók Hannovert Hannoveri Királysággá választották. Hannover fővárosa a Leine nyugati partjára terjeszkedett, és azóta jelentősen megnőtt.
1837-ben megszűnt az Egyesült Királyság és Hannover perszonáluniója, mert IV. Vilmosnak csak leány utódja volt, Viktória királynő, aki örökölte az Egyesült Királyság trónját. Hannover trónját azonban csak férfi utód örökölhette. Így Hannover IV. Vilmos öccsének, Ernő Ágost királynak koronája alá került, és önálló királyság maradt az 1866-os porosz–osztrák háborúig, amikor a győztes Porosz Királyság bekebelezte. A háború első összeütközésében, a langensalzai csatában a szász-koburgi és hannoveri csapatok győzelemre számítottak, de a porosz hadsereg idősebb Moltke „katlancsata” haditervét alkalmazta a hannoveri hadsereg megsemmisítése helyett. A teljesen kimerült hannoveri haderő két nappal a csata után megadta magát. A Porosz Királyság annektálta a Hannoveri Királyságot, Hannover városa az új Hannover porosz tartomány fővárosává vált. A bekebelezés ellen a hannoveriek hiába tiltakoztak.
A nép akarata ellenére történt bekebelezés azonban gazdasági téren előnyöket hozott. A Poroszországgal kiéplő új kapcsolatok az üzleti élet fellendüléséhez vezetett. A szabadkereskedelem bevezetése elősegítette a gazdasági növekedést, a „Gründerzeit” (a cégalapítások korszaka) fellendülést jelentett. 1879–1902 között Hannover népessége 87 600-ról 313 940-re nőtt.
1842-ben felavatták az első lóvasutat, és 1893-tól működni kezdett az első városi villamos vonal. 1887-ben a hannoveri Emile Berliner feltalálta a hanglemezt és a gramofont.

## Városrészek
Hannover 13 körzetre és 51 városrészre oszlik.

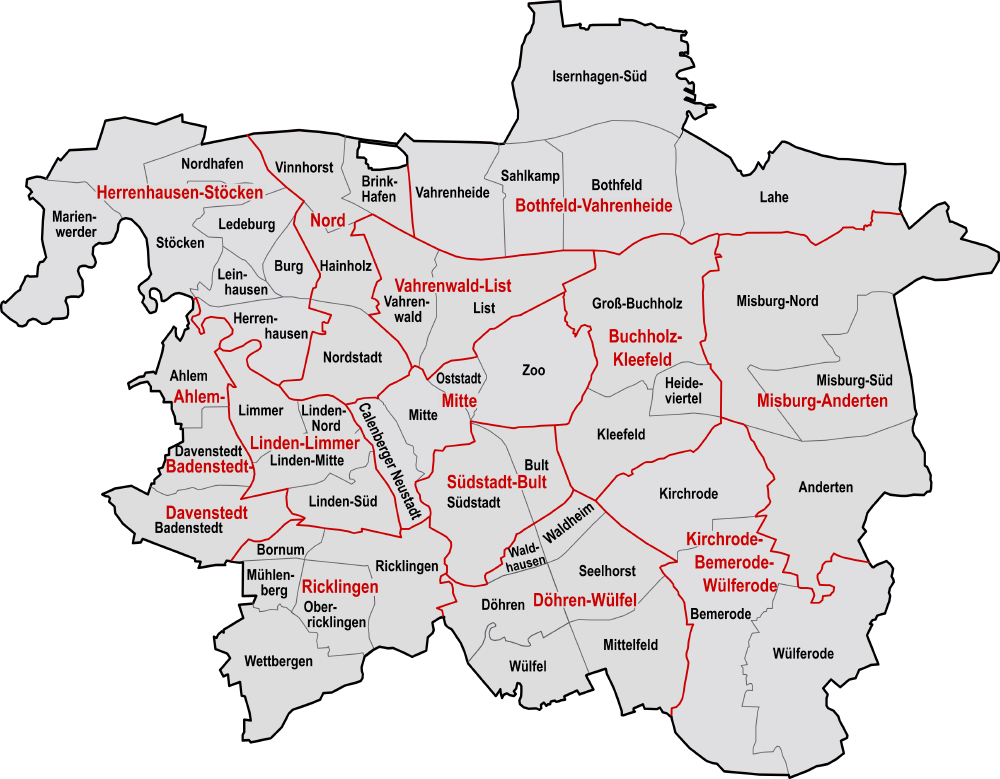

- Mitte
  - 02 Calenberger Neustadt
  - 01 Mitte
  - 09 Oststadt
  - 08 Zoo
- Vahrenwald-List
  - 10 List
  - 11 Vahrenwald
- Bothfeld-Vahrenheide
  - 22 Bothfeld
  - 48 Isernhagen-Süd
  - 24 Lahe
  - 21 Sahlkamp
  - 12 Vahrenheide
- Buchholz-Kleefeld
  - 25 Groß-Buchholz
  - 27 Heideviertel
  - 26 Kleefeld
- Misburg-Anderten
  - 52 Anderten
  - 50 Misburg-Nord
  - 51 Misburg-Süd
- Kirchrode-Bemerode-Wülferode
  - 47 Bemerode
  - 28 Kirchrode
  - Kronsberg
  - 53 Wülferode
- Südstadt-Bult
  - 07 Bult
  - 04 Südstadt
- Döhren-Wülfel
  - 29 Döhren
  - 32 Mittelfeld
  - 30 Seelhorst
  - 05 Waldhausen
  - 06 Waldheim
  - 31 Wülfel
- Ricklingen
  - 39 Bornum
  - 42 Mühlenberg
  - 41 Oberricklingen
  - 40 Ricklingen
  - 43 Wettbergen
- Linden-Limmer
  - 36 Limmer
  - 34 Linden-Mitte
  - 33 Linden-Nord
  - 35 Linden-Süd
- Ahlem-Badenstedt-Davenstedt
  - 44 Ahlem
  - 38 Badenstedt
  - 37 Davenstedt
- Herrenhausen-Stöcken
  - 15 Burg
  - 14 Herrenhausen
  - 17 Ledeburg
  - 16 Leinhausen
  - 19 Marienwerder
  - 20 Nordhafen
  - 18 Stöcken
- Nord
  - 49 Brink-Hafen
  - 13 Hainholz
  - 03 Nordstadt
  - 45 Vinnhorst

## Közösségi közlekedés

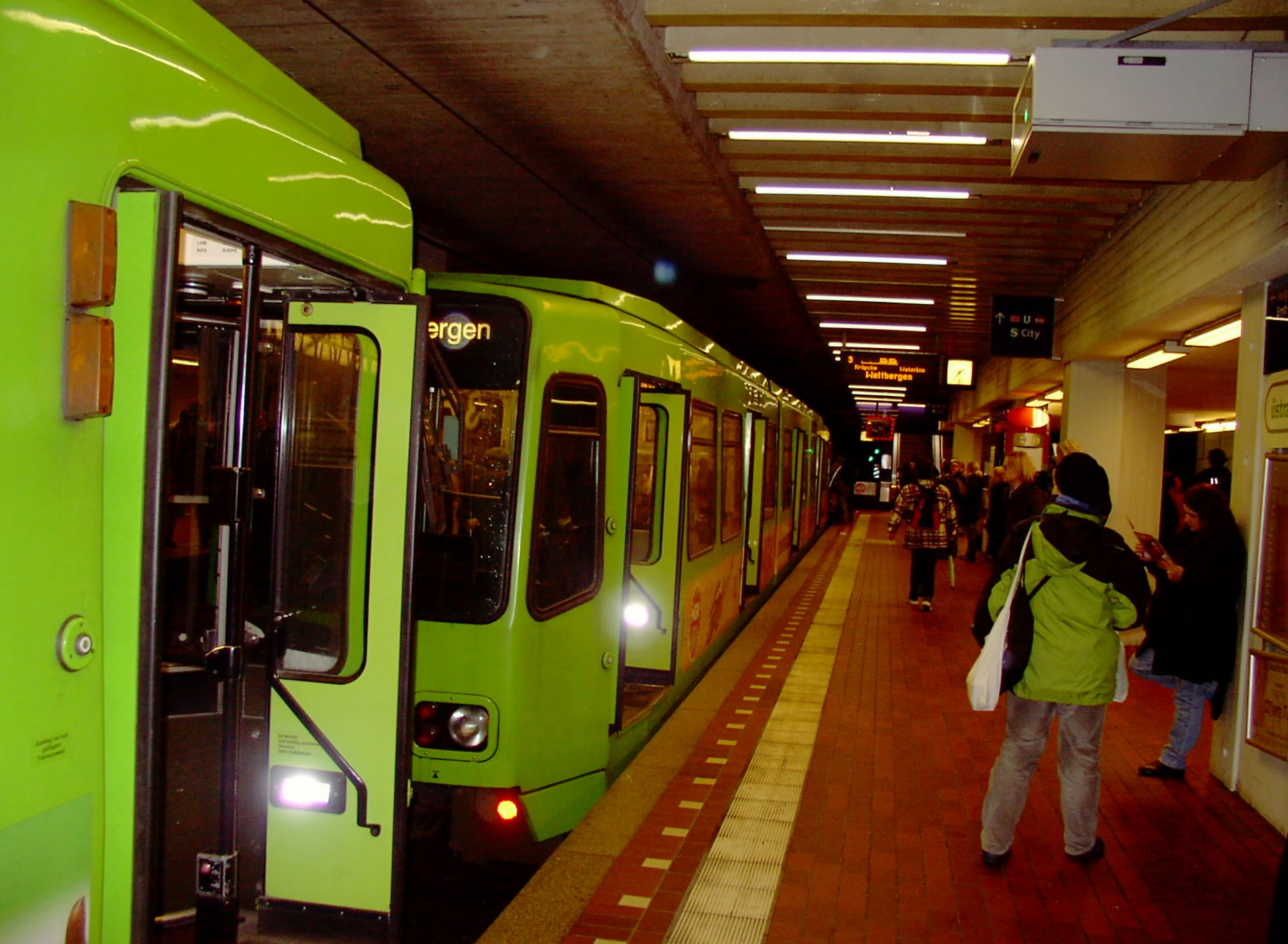
A villamos az egyik föld alatti állomásán

A városban busz és Stadtbahn ('városi vasút'; a belvárosban nagyjából föld alatt, metróként, a külvárosban felszíni villamosként) és az S-Bahn közlekedik.
A városban ezek a főutak és autópályák vannak:
A 37, A 352, B 3, B 6, B 65, B 217, B 441, B 443 és B 522.
A vasút jelentős szerepet játszik a város életében, a hannoveri főpályaudvar Németország egyik legfontosabb nemzeti- és nemzetközi forgalmi csomópontja. Több ICE, InterCity és nemzetközi járat is közlekedik a városba.
A városnak nemzetközi reptere van.

## Gazdaság
- Aktív kereskedelmi központ a középkor óta
- Gépkocsigyártás pl. Volkswagen, Continental
- Elektromos energiatermelés
- Vegyipar
- pénzügyi ágazat pl. Hannover Re, VHV, Talanx

## Oktatás

### Egyetem
- Gottfried Wilhelm Leibniz Universität Hannover

### Főiskolák
- Medizinische Hochschule Hannover (MHH)
- Tierärztliche Hochschule Hannover
- Evangelische Fachhochschule Hannover
- Fachhochschule für die Wirtschaft (FHDW)
- GISMA Business School
- Hochschule für Musik, Theater und Medien Hannover (HMTMH)

## Kultúra
- Színházak
- Operaház
- Múzeumok
  - Wilhelm Busch Múzeum
- Állatkert
- Híres ipari vásár színhelye 1947 óta

## Nevezetességei
- Marktkirche (gótikus templom a vásártéren, 14. század)
- Városháza (késő gótikus, 15. század)
- Leibniz-ház
- Leine-kastély (17. század)

## Testvértelepülések
- Egyesült Királyság, Bristol (1947)
- Franciaország, Perpignan (1960)
- Franciaország, Rouen (1966)
- Malawi, Blantyre (1968)
- Lengyelország, Poznań (1979)
- Japán, Hirosima (1983)
- Németország, Lipcse (1987)
- Románia, Bukarest

## Ismert emberek
- Itt halt meg 1694-ben Philipp Christoph von Königsmarck gróf, gárdaezredes.
- Itt halt meg 1716-ban Gottfried Wilhelm Leibniz filozófus, természettudós.
- Itt született 1738. november 15-én Friedrich Wilhelm Herschel német-angol csillagász, az Uránusz bolygó felfedezője.
- Itt született 1750. március 16-én Caroline Herschel német énekesnő, csillagász és matematikus.
- Itt született 1852. április 12-én Ferdinand von Lindemann matematikus.
- Itt született 1873. június 16-án Karl von Müller német haditengerész, kapitány.
- Itt született 1892. március 30-án Erwin Panofsky művészettörténész.
- Itt született 1914. június 2-án Erich Topp ellentengernagy, a II. világháború harmadik legsikeresebb tengeralattjáró-parancsnoka.
- Itt halt meg 1953. február 24-én Gerd von Rundstedt, német tábornok, a német nyugati front főparancsnoka 1943–44-ben, a második világháborúban.
- Itt született 1968. január 1-jén Rick J. Jordan, a Scooter és a Celebrate the Nun együttes billentyűse.
- Itt született 1991. május 23-án Lena Meyer-Landrut, a 2010-es Eurovíziós Dalfesztivál győztese.